# St Martin's
St Martin's (Brechiek in lingua cornica) è una delle cinque isole abitate delle Isole Scilly. È anche un villaggio e parrocchia civile dell'Inghilterra, appartenente alla contea della Cornovaglia.